# Torre del cap de Cullera

La torre del cap de Cullera va ser una torre que es trobava entre la torre de la Gola de l'Albufera al nord i la torre del Marenyet al sud en la desembocadura del Xúquer. La torre formava part del sistema de defenses del litoral creat en el segle XVI durant el regnat de Felip II.

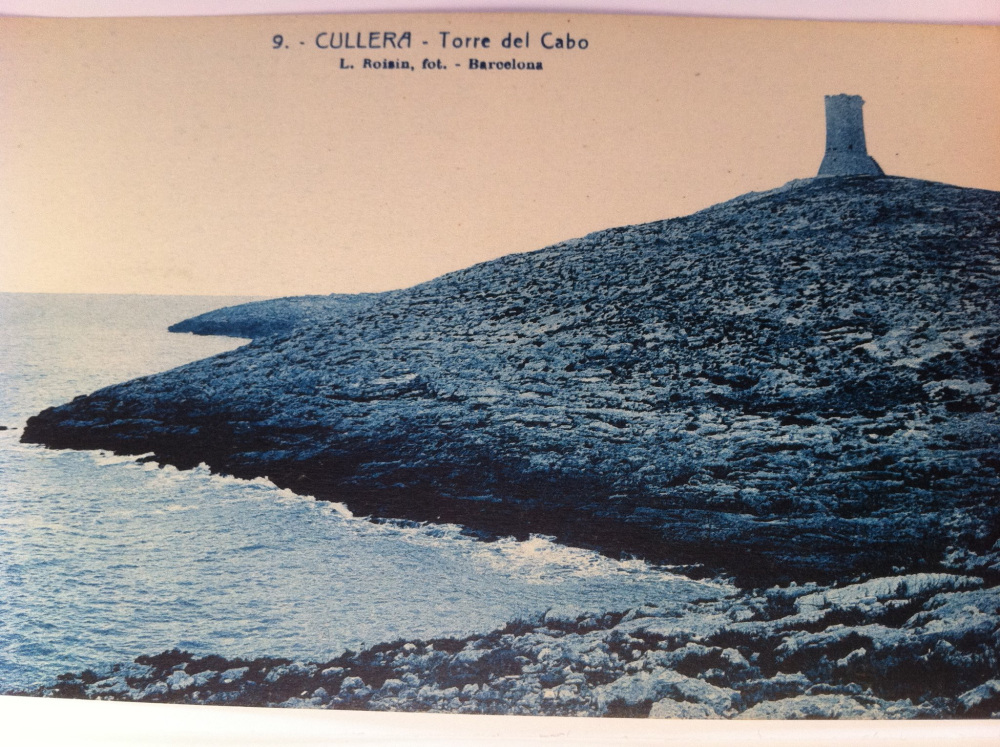
Vista de l'antiga torre del cap des dels penya-segats del far de Cullera.

En el segle xvi, les costes valencianes sofrien els atacs dels pirates provinents de les costes del nord d'Àfrica. Al maig de 1550, la localitat de Cullera va ser saquejada pel pirata Turgut Reis. Els atacs de les localitats valencianes van motivar la creació de sistemes de vigilància i defensa.
El virrei del Regne de València Vespasiano Gonzaga va ser qui va encarregar les obres a l'arquitecte i enginyer italià Juan Bautista Antonelli. El projecte buscava reforçar les defenses per mitjà de les torres i alhora, de dotar al sistema d'una milícia capaç de fer front als atacs i la defensa del territori. La defensa contra els corsaris havia de realitzar-se mitjançant torres amb garlandes per a artilleria que eliminessin els punts on aquests es resguardaven, avituallaven o desembarcaven. 
La torre ja estava aixecada i en funcionament al maig de 1560. Es trobava damunt d'un pujol del penya-segat elevada 37 metres sobre la mar entre la Cala Blanca i la Cala dels Barraques al Faro de Cullera.

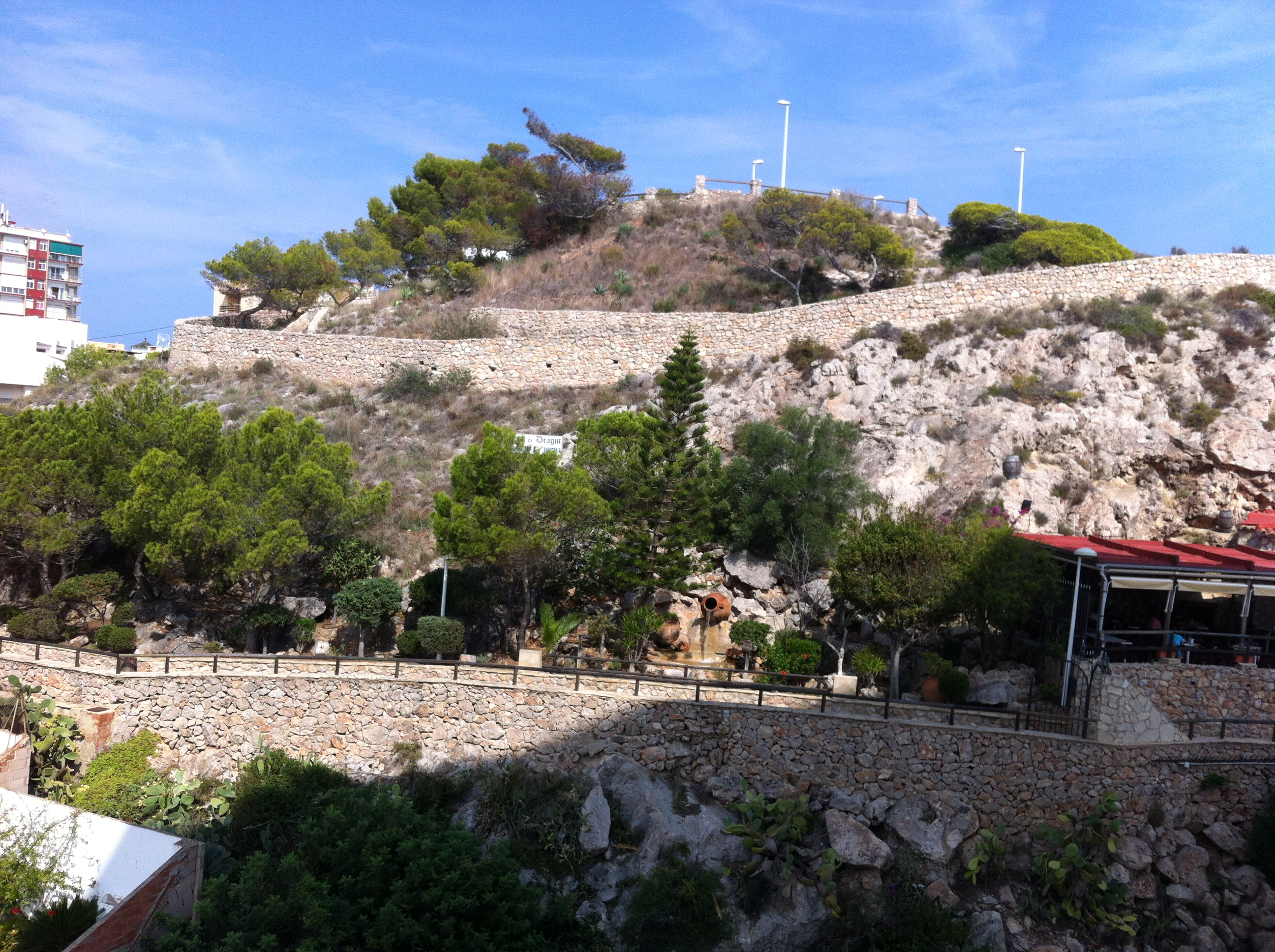
Pujol on es trobava la torre del cap de Cullera on actualment hi ha un mirador.

Després de superar l'amenaça dels atacs dels pirates barbarescos, la torre realitzava únicament les funcions de far en una costa de penya-segats, tal com s'indicava en el plànol del cap de Cullera del primer marquès de la Romana de l'1 d'agost de 1764 on apareix la torre citada amb el nom de 'el far'. Amb la construcció el 1858 del far de Cullera, la torre perd la seva funció de referència nocturna per a les embarcacions.
El 1935, Lambert Olivert i Arlandis (Cullera 1860-1937) dona una descripció de la seva visita: No així la torre de calç i pedra que s'alça sobre el pic confrontant.. El més notable és la seva vellesa. Degué construir-se en temps de l'encantat com a talaia avançada a la costa per a avisar sobre la proximitat dels pirates barbarescos, després que Dragut ens havia saquejat per dues vegades. A aquesta torre es puja per una escala, avui medio derruïda, que adossada a la mateixa condueix a un finestral fosc per on es penetra i giravoltant s'arriba al cim, una terrassa plana que guarda encara les petjades del foc, que com ara el Faro, il·luminava llavors bon tros del nostre golf sucronenc…
Durant la Guerra Civil espanyola es van fer obres de fortificació per a l'exèrcit republicà al litoral. Es van realitzar búnquers per a nius de metralladores i peces d'artilleria de costa. És en aquest moment, quan es produeix la destrucció i desaparició de la torre del Cap de Cullera.